# ʻAlipate Halakilangi Tauʻalupeoko Tupou
ʻAlipate Halakilangi Tauʻalupeoko Tupou, baron Vaea, né le 15 mai 1921 et mort à son domicile à Houma le 7 juin 2009, est un homme d'État. Il fut Premier ministre du royaume des Tonga de 1991 à 2000,.

## Famille et titre de noblesse
Tupou est né l'aîné de onze enfants, dans une famille appartenant à l'une des plus hautes lignées de chefs traditionnels, ayant des liens de parenté à la famille royale (la dynastie Tupou). Il était le petit-fils du roi George Tupou II, et le neveu de la reine Salote Tupou III ; son père Vilai Tupou était le demi-frère de la reine, tandis que sa mère Tupou Seini était la fille du noble Vaea.
En 1942, il hérita du titre de Vaea, l'un des trente-trois titres de la noblesse héréditaire du royaume, devenant (à la suite de son grand-père maternel Siosaia Pauʻuvalu Loloa-ʻa-Tonga) le quinzième tenant de ce titre. Au titre étaient associées des terres (tofiʻa), à Houma (Tongatapu), et la responsabilité du bien-être de leurs résidents roturiers.
Le 4 juin 1970, le roi Taufaʻahau Tupou IV, en reconnaissance de ses services pour le royaume, le nomma baron, titre jusqu'alors inexistant aux Tonga, l'élevant à un rang de prééminence supérieur à celui de tous les autres nobles (hormis les membres de la famille royale). Il fut dès lors connu sous le titre de baron Vaea de Houma.
Il épousa Tuputupu-ʻo-Pulotu, et le couple eut sept enfants (dont une fille adoptive). L'une de leurs filles, Nanasipauʻu, épousa le prince héritier ʻAhoʻeitu ʻUnuakiʻotonga Tukuʻaho, futur roi Tupou VI, devenant la princesse puis reine Nanasipauʻu Tukuʻaho,,.
À la suite de son décès, le titre de Vaea revint à son fils ʻAlipate Tuʻivanuavou Vaea, qui devint Lord Vaea.

## Éducation et Seconde Guerre mondiale
Tupou effectua ses études dans des écoles méthodistes, au Tupou College à Nafualu, de 1933 à 1937, puis au Wesley College à Auckland, en Nouvelle-Zélande, à partir de 1938. Il était en Nouvelle-Zélande lorsque se déclara la Seconde Guerre mondiale, et il rejoignit les rangs des Royal New Zealand Military Forces. Pendant trois mois, en 1941, il fut sergent dans le 3e bataillon d'Auckland, avant de choisir une formation auprès de la Royal New Zealand Air Force, et obtint son brevet de pilote en juillet 1943. Il était le premier Tongien à obtenir une licence de pilote. Il fut déployé dans le Pacifique avec le 6e escadron.
De 1997 à 1968, il étudia l'administration à l'Université d'Oxford, au Royaume-Uni.

## Carrière dans l'administration
De retour aux Tonga après la guerre, en 1945, il entreprit une carrière dans l'administration publique. En 1952, il fut notamment nommé inspecteur au ministère de l'Agriculture. En 1954, il fut nommé aide de camp de la reine Salote Tupou III. En 1958, la reine le nomma Gouverneur de Vavaʻu (et donc député ex officio), puis Gouverneur de Haʻapai en 1960, poste qu'il conserva jusqu'en 1968,.

## Carrière diplomatique et politique
En 1969, alors que le royaume s'apprêtait à retrouver sa pleine souveraineté avec la fin du protectorat britannique, le roi Taufaʻahau Tupou IV le nomma comme tout premier haut commissaire des Tonga au Royaume-Uni. En 1973, il revint aux Tonga, et le roi le nomma ministre du Travail, du Commerce et de l'Industrie, poste qu'il conserva jusqu'en 1991. En 1975, il devint ministre de l'Agriculture et des Forêts, et resta à ce poste jusqu'en 2000. En 1991, il fut nommé Premier ministre (succédant au prince Fatafehi Tuʻipelehake) et conjointement ministre des Pêcheries, de la Mer et des Ports, des Communications, et des Femmes. En tant que Premier ministre, il présida à l'entrée des Tonga aux Nations unies et à un accord avec la Nouvelle-Zélande permettant à des Tongiens d'obtenir un visa pour y travailler de manière saisonnière. Il démissionna finalement de tous ses postes en 2000, pour prendre sa retraite,.

## Distinctions et Honneurs
- Chevalier grand-croix de l'ordre de la reine Salote (Tonga, 2008)
- Médaille Agricola (FAO, 2001)
- Commandeur de l'ordre de Tahiti Nui (Polynésie française, 1999)
- Médaille du Mérite (Chili, 1993)
- Plusieurs médailles conférées par la Nouvelle-Zélande en 1990 pour services rendus pendant la guerre[1]